# Lyons (Wisconsin)
Pour les articles homonymes, voir Lyons.
Lyons est une ville du comté de Walworth, dans le Wisconsin, aux États-Unis.